# FK Cup 2017
Der FK Cup 2017 ist die 8. Austragung des Futsal-Pokalwettbewerbs für südkoreanische Vereinsmannschaften. Titelverteidiger ist Fantasia Bucheon FS. Der Wettbewerb startete am 22. Juli und endete mit dem Finale am 6. August 2017. Jeonju MAG FC gewann den FK Cup.

## Teilnehmer
|                     |                     | Teilnehmer             |              |                 |
| ------------------- | ------------------- | ---------------------- | ------------ | --------------- |
| Jecheon FS          | Yes Gumi FS         | Yongin FS              | Goyang FS    | Goyang Bulls FS |
| Seoul Eunpyeong FS  | Dream Hub Gunsan FS | FS Seoul               | Seongdong FC | Wonju FC        |
| Jeonju MAG FC       | Football Academy FS | Chuncheon Romantics FS | Incheon FS   | Cheongju FC     |
| Fantasia Bucheon FS |                     |                        |              |                 |

## K.O.-Runde

### 1. Hauptrunde
Die 1. Hauptrunde wurde am 22. Juli 2017 ausgetragen. 
|                     | Ergebnis |                        |
| ------------------- | -------- | ---------------------- |
| Goyang Bulls FS     | 4:6      | Chuncheon Romantics FS |
| Wonju FC            | 11:2     | Goyang FS              |
| Football Academy FS | 4:5      | Seongdong FC           |

### 2. Hauptrunde
Das 2. Hauptrunde wurde am 23. Juli 2017 ausgetragen.
|                    | Ergebnis |                        |
| ------------------ | -------- | ---------------------- |
| Seoul Eunpyeong FS | 9:3      | Chuncheon Romantics FS |
| Wonju FC           | 5:6      | Incheon FS             |
| Seongdong FC       | 4:8      | Dream Hub Gunsan FS    |

### Achtelfinale
Das Achtelfinale wurde am 29. Juli 2017 ausgetragen.
|             | Ergebnis |                     |
| ----------- | -------- | ------------------- |
| Cheongju FC | 3:7      | Seoul Eunpyeong FS  |
| Incheon FS  | 3:7      | Dream Hub Gunsan FS |

### Viertelfinale
Das Viertelfinale wurde am 30. Juli 2017 ausgetragen.
|                     | Ergebnis |                     |
| ------------------- | -------- | ------------------- |
| Jecheon FS          | 3:5      | Seoul Eunpyeong FS  |
| Yongin FS           | 3:7      | FS Seoul            |
| Jeonju MAG FC       | 5:4      | Fantasia Bucheon FS |
| Dream Hub Gunsan FS | 6:7      | Yes Gumi FS         |

### Halbfinale
Das Halbfinale wurde am 5. August 2017 ausgetragen.
|                    | Ergebnis |             |
| ------------------ | -------- | ----------- |
| Seoul Eunpyeong FS | 2:4      | FS Seoul    |
| Jeonju MAG FC      | 4:1      | Yes Gumi FS |

### Finale
Das Finale wurde am 6. August 2017 ausgetragen. 
|          | Ergebnis |               |
| -------- | -------- | ------------- |
| FS Seoul | 3:5      | Jeonju MAG FC |